# Robert Meyers (rabbin)
Pour les articles homonymes, voir Robert Meyers et Meyers.
Robert Meyers (25 juillet 1898 à Paris - 13 février 1943 à Auschwitz) est un rabbin français tué à Auschwitz.

## Biographie
Le rabbin Robert Meyers est né à Paris le 25 juillet 1898.
Il étudie au Séminaire israélite de France (SIF).
Il devient le rabbin de la synagogue de Neuilly-sur-Seine en 1928. Il succède au rabbin Simon Debré. La synagogue devenue trop petite, le conseil d'administration, à l'initiative de Robert Meyers, décide un agrandissement dont l'inauguration a lieu le 24 octobre 1937.
Il se marie avec la fille du grand-rabbin Jules Bauer, Esther Pauline Suzanne,. Elle est née à Garches, le 4 octobre 1899. Ils ont eu deux fils Marcel et Alexis.
À Neuilly, il organise des activités pour la jeunesse. Il s’occupe aussi de l’orphelinat de Neuilly, « le Refuge ».

Dans une entrevue au journal l’Univers israélite en 1937, il déclare :
« Je suis en d'excellents termes avec le clergé, et il y a une communauté de pensée entre catholiques, protestants et israélites. [...] Monsieur Bloud, le Maire de ville et Monsieur de Kerilis, son député, se plaisent à reconnaître cet état de concorde et de véritable fraternité humaine. »
Il est aumônier des étrangers en 1940.
Il devient rabbin d'Annecy en Haute-Savoie. Il demeure au 4, boulevard Saint Bernard de Menthon. Son épouse et lui sauvent la vie de près de 700 Juifs étrangers en les avertissant de la rafle imminente prévue dans la nuit du 25 au 26 août 1942. Il aide les réfugiés allemands à passer en Suisse. Il fait passer ses deux fils en Suisse avec l'aide de la famille Besson d'Annemasse. Malgré le danger, lui et sa femme restent en France pour aider les Juifs de la région.
Le rabbin Robert Meyers, son épouse, Robert Salomon, un membre de leur famille, l'épouse et les enfants de ce dernier, sont arrêtés par la Gestapo à la gare d'Annemasse, le 28 décembre 1942 et déportés à Lyon puis vers le camp de Drancy. Robert Meyers et son épouse déportés à Auschwitz par le convoi numéro 48. Bien que la mention marginale de son acte de décès et l'acte de décès par jugement établi en 1952 pour son épouse, indiquent qu'ils sont décédés à Drancy,, les documents conservés et consultables sur le site de Yad Vashem,, ceux consultables sur le site du Mémorial de la Shoah,, ainsi que le site Mémoire des Hommesconfirment leur déportation et leur décès à Auschwitz.
Il est le beau-frère de Mathieu Muller et de son épouse, née Alice Bauer.
Françoise Bettencourt Meyers est l'épouse de Jean-Pierre Meyers, le petit-fils du rabbin Robert Meyers.